# 퀜구
퀜구(Kween)는 우간다의 구로 행정 중심지는 비니니이며 면적은 851.4km2, 인구는 103,300명(2012년 기준)이다. 행정 구역상으로는 동부 주에 속한다. 북쪽으로는 나카피리피리트 구, 북동쪽으로는 아무다트 구, 동쪽으로는 부쿼 구, 남쪽으로는 케냐, 서쪽으로는 카프초르와 구, 북서쪽으로는 불람불리 구와 접한다.

## 같이 보기
- 우간다의 행정 구역
- 카프초르와구